# Präsidentschaftswahl in Rumänien 2004
Die Präsidentschaftswahl in Rumänien 2004 fand am 28. November und am 12. Dezember statt. In der ersten Runde erhielten Adrian Năstase von der Sozialdemokratischen Partei (PSD) und Traian Băsescu von der Allianz für Gerechtigkeit und Wahrheit – bestehend aus der Nationalliberalen Partei (PNL) und der Demokratischen Partei (PD) – die meisten Stimmen. In der Stichwahl erhielt Băsescu 51,23 % der Stimmen; Năstase erhielt 48,77 %. Băsescu wurde damit Präsident Rumäniens. 

## Ergebnis
| Kandidaten                                | Parteien                                    | 1. Wahlgang | 1. Wahlgang | 2. Wahlgang | 2. Wahlgang |
| Kandidaten                                | Parteien                                    | Stimmen     | %           | Stimmen     | %           |
| ----------------------------------------- | ------------------------------------------- | ----------- | ----------- | ----------- | ----------- |
| Traian Băsescu                            | Alianța Dreptate și Adevăr (PD – PNL)       | 3.545.236   | 33,9        | 5.126.794   | 51,2        |
| Adrian Năstase                            | Uniunea Națională PSD+PUR (PSD – PUR)       | 4.278.864   | 40,9        | 4.881.520   | 48,8        |
| Corneliu Vadim Tudor                      | Partidul România Mare                       | 1.313.714   | 12,6        |             |             |
| Béla Markó                                | Demokratische Union der Ungarn in Rumänien  | 533.446     | 5,1         |             |             |
| Gheorghe Ciuhandu                         | Partidul Național Țărănesc Creștin Democrat | 198.394     | 1,9         |             |             |
| George Becali                             | Partidul Noua Generație – Creștin Democrat  | 184.560     | 1,8         |             |             |
| Petre Roman                               | Forța Democrată din România                 | 140.702     | 1,3         |             |             |
| Gheorghe Dinu                             | Parteilos                                   | 113.321     | 1,1         |             |             |
| Marian Petre Miluț                        | Acțiunea Populară                           | 43.378      | 0,4         |             |             |
| Ovidiu Tudorici                           | Uniunea pentru Reconstrucţia României       | 37.910      | 0,4         |             |             |
| Aurel Rădulescu                           | Alianța Populară Creștin-Democrată          | 35.455      | 0,3         |             |             |
| Alexandru Raj Tunaru                      | Partidul Tineretului Democrat               | 27.225      | 0,3         |             |             |
| Gesamt                                    | Gesamt                                      | 10.452.205  | 100         | 10.008.314  | 100         |
|                                           |                                             |             |             |             |             |
| Ungültige Stimmen                         | Ungültige Stimmen                           | 342.448     | 3,2         | 103.948     | 1,0         |
| Wähler                                    | Wähler                                      | 10.794.653  | 58,5        | 10.112.262  | 55,2        |
| Wahlberechtigte                           | Wahlberechtigte                             | 18.449.676  |             | 18.316.104  |             |
|                                           |                                             |             |             |             |             |
| Quelle: Autoritatea Electorală Permanentă |                                             |             |             |             |             |